# Champion Ch-2

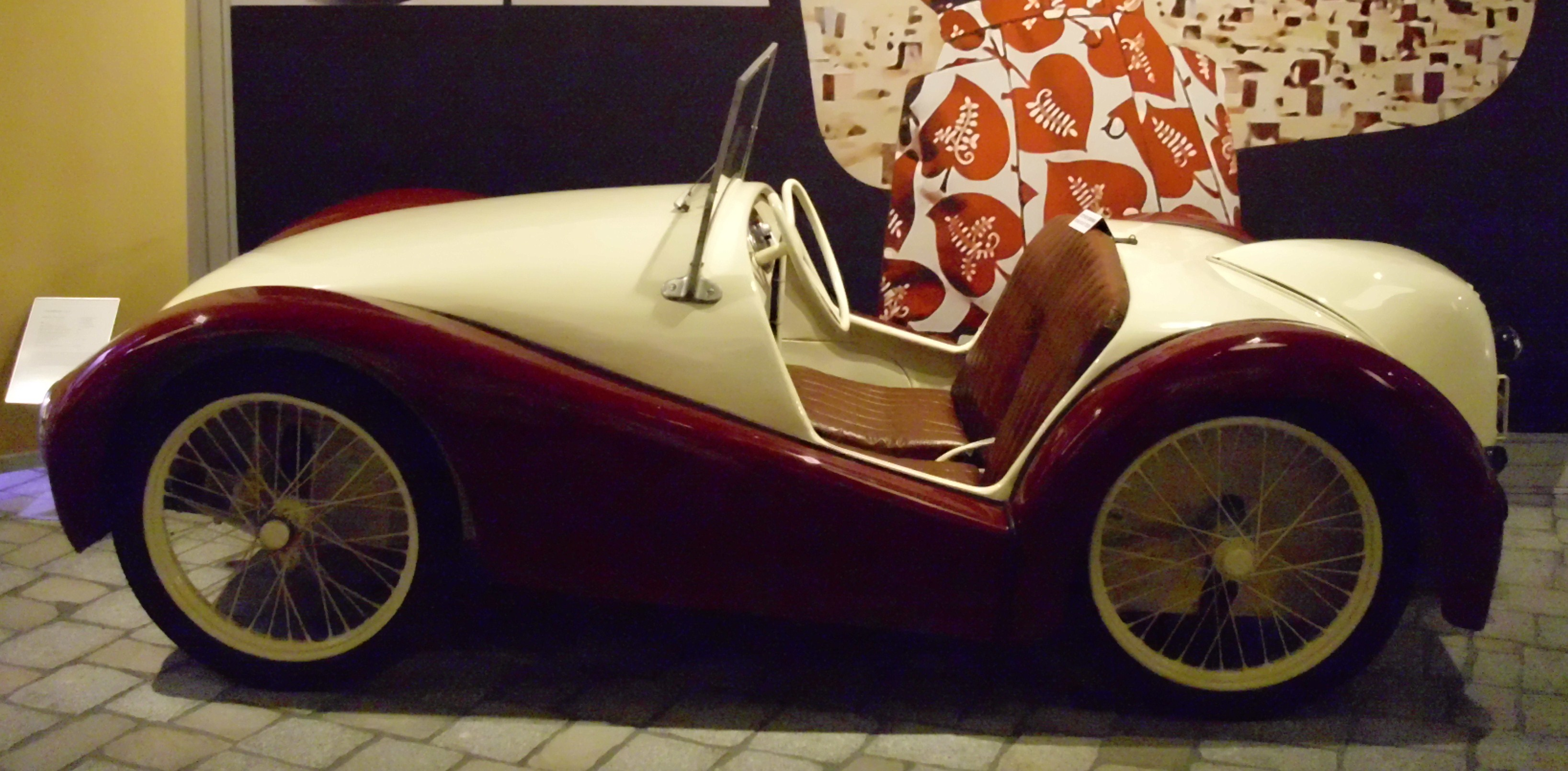
Seitenansicht

Der Champion Ch-2 ist ein Automodell der Automarke Champion von Hermann-Holbein-Fahrzeugbau. Er wurde im Juni 1949 als Nachfolger des Champion Ch-1 vorgestellt, anschließend überarbeitet und von November 1949 bis Juni 1950 produziert. Nachfolger waren der Champion 250 und Champion 250 S.

## Prototyp
Der Prototyp wurde im Juni 1949 präsentiert. Insgesamt entstanden zwei Fahrzeuge, bevor eine überarbeitete Version in die Serienfertigung ging.
Der luft- bzw. gebläsegekühlte Einzylinder-Zweitaktmotor kam von Triumph. Er hatte 66 mm Bohrung, 70 mm Hub, 248 cm³ Hubraum und leistete 6,5 PS bei 4700/min. Er war im Heck des Fahrzeugs eingebaut und trieb über ein Dreiganggetriebe die Hinterachse an. Der Radstand betrug 170 cm und die Spurbreite 120 cm. Das Fahrzeug war 260 cm lang, 138 cm breit und mit Verdeck 127 cm hoch. Es wog 190 kg.
Die offene Karosserie ohne Türen bot Platz für zwei Personen. Karosseriebau Böbel aus Laupheim fertigte die Karosserie.

## Serienmodell
Vom Serienmodell entstanden zwischen Juni 1949 und Juni 1950 11 Fahrzeuge.
Die Höchstgeschwindigkeit betrug 60 km/h. Der Kraftstoffverbrauch wurde mit 4 Liter auf 100 km angegeben.
Der Radstand blieb unverändert, dafür war die Spurbreite um 5 cm reduziert worden. Nun betrugen die Fahrzeuglänge 280 cm, die Fahrzeugbreite 136 cm und die Fahrzeughöhe mit Verdeck weiterhin 127 cm. Das Leergewicht war mit 220 kg angegeben und das zulässige Gesamtgewicht mit 460 kg.
Der Neupreis betrug 2650 DM. Ein erhaltener Champion Ch-2 ist im PS-Speicher in Einbeck ausgestellt.